# Daria's Inferno
Daria's Inferno és un videojoc per a ordinador personal basat en la sèrie Daria. Les veus dels personatges són les mateixes que les de la sèrie. Els diàlegs foren escrits pels mateixos guionistes de la sèrie.
Fou llançat al Japó, Estats Units d'Amèrica, Austràlia i el Regne Unit.

## Argument
Daria s'adorm i viu una aventura al seu malson per a salvar Lawndale plena de puzles, missions i laberints que consisteix en un viatge pels cinc cercles de l'inframón de Daria. El jugador l'ajuda despertar ajudant a Daria a resoldre els misteris de les coses que li falten a Ms. Li.

## Rebuda
Four Fat Chicks ressenyà de manera favorable, admirant el mode de joc i els gràfics purament d'animació dibuixada. Per contra AllGame li donà 1½ estrelles de 5, trobant com a errors la curta duració, la facilitat de jugar-lo i els gràfics d'animació poc imaginatius i avorrits. Un crític de GamesFirst! li donà 2 estrelles de 5 i li criticà negativament la curta duració i la facilitat de jugar i li criticà positivament la veu dels personatges. Just Adventure li assignà un C+, afirmant que mentre el joc no és un clàssic, meresqué més atenció. Entertainment Weekly li donà un C−, afirmat que el joc no era res més que un viatge a l'infern.